# Periclimenes yucatanicus
Periclimenes yucatanicus är en kräftdjursart som först beskrevs av Ives 1891.  Periclimenes yucatanicus ingår i släktet Periclimenes och familjen Palaemonidae. Inga underarter finns listade i Catalogue of Life.

## Bildgalleri

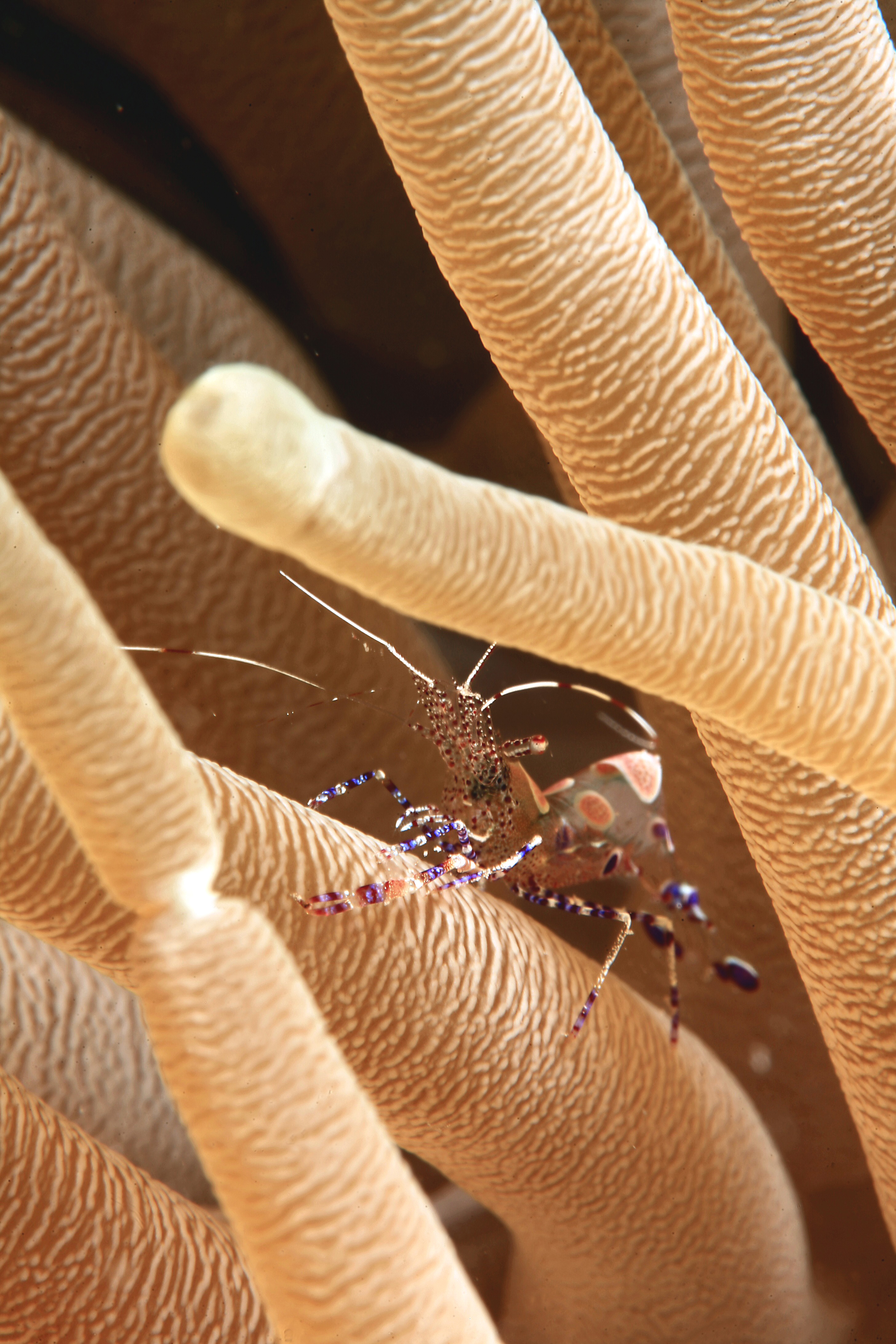
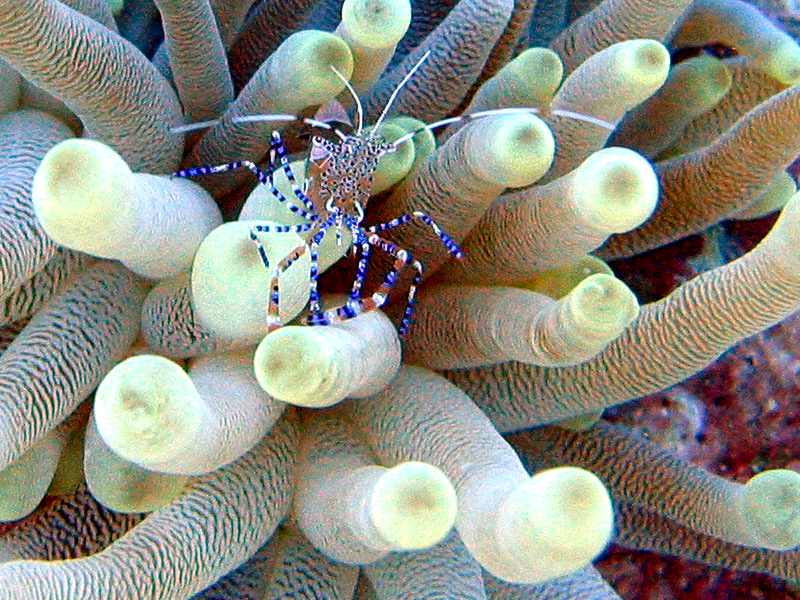